# Safari Show Farm
Safari Show Farm er en farm for avl og opdræt af strudse, beliggende 5 km udenfor Oudtshoorn i Sydafrika. Farmen er i høj grad baseret på turisme og regnes som en del af Garden Route. Der findes i øvrigt andre strudsefarme i området.

## Turisme
Allerede ved ankomsten til farmen bliver man opmærksom på, at turisme er en væsentlig del af stedet. Der er professionelle guider, som viser rundt og fortæller om stedets historie og om de store fugle, som der er omkring 2.500 af på farmen. Der er guidede ture hver halve time.
På turen rundt på farmen fortæller guiderne om det mere end hundrede år gamle strudseeventyr og hvad det er blevet til i dag. Der er mulighed for at se de store fugle og gæsterne kan prøve at stå op på et strudseæg, der uden problemer kan bære en vægt af 150 kg.
På Safari Show Farm er der mulighed for at få prøvet en ridetur på en struds, og som afslutning på den guidede tur overværer man et væddeløb, hvor to af de ansatte rider om kap på hver sin struds. Strudsen er 2,5 m høj og kan skyde en fart af 65 km/h.

## Restaurant
Stedets restaurant har aircondition og kan modtage selv store grupper af turister. Menukortet byder på retter lavet af strudsefilet, men andre retter findes dog også.

## Strudseeventyret
Strudsefarmene blomstrede op i slutningen af det 18. århundrede. Det var primært for fjerenes skyld, idet strudsefjer dengang var noget eksklusivt, som anvendtes i kvindernes garderobe i det bedre borgerskab og hos de store kabaretter og morskabstempler i den vestlige verden.
Eventyret fik en brat afslutning med 1. Verdenskrigs udbrud. Der var en kort optur igen i 1920'erne, men med depressionen i trediverne var det definitivt slut med fjer-eventyret.
Siden blev det strudsenes kød og strudsenes skind, der havde værdi. Tasker og handsker og andre lædervarer af struds er af en høj kvalitet, hvilket afspejles i prisen.